# Urad Republike Slovenije za mladino
Urad Republike Slovenije za mladino je organ v sestavi Ministrstva za izobraževanje, znanost in šport Republike Slovenije. Je odgovorni nosilec razvoja mladinske politike in mladinskega dela v Sloveniji. 
Mladinska politika in mladinsko delo se dogajata v prostoru, ki mladim omogoči razvoj njihovih potencialov, da bodo postali odgovorni člani različnih zasebnih, lokalnih, državnih in mednarodnih skupnosti. Z ukrepi urad spodbuja in razvija organiziranost mladih, njihovo participacijo v družbenih procesih, neformalno izobraževanje, informiranje in svetovanje, mobilnost in mednarodno sodelovanje mladih ter boljše poznavanje mladine. 

## O uradu

### Področja delovanja
Spremljanje položaja mladih v družbi, Uveljavljanje in razvoj mladinske politike, Podpora mladinskemu delu, Sofinanciranje mladinskih programov in projektov, Pomoč pri vzpostavljanju in ohranjanju mladinske infrastrukture, Mednarodno sodelovanje, Raziskave mladine in vrednotenje mladinskega sektorja.

### Področja mladinskega dela
Neformalno in priložnostno učenje, Usposabljanje mladih za mladinsko delo, Prostovoljne mladinske aktivnosti, Informiranje in svetovanje za mlade, Participacija, Aktivno državljanstvo, Medkulturno učenje in človekove pravice, Mednarodno mladinsko delo, Mobilnost mladih, Raziskovalno delo mladih.

### Temeljni dokumenti
zakoni RS, ki zadevajo mlade, konvencije, deklaracija, resolucije, priporočila EU in Sveta Evrope, Bela knjiga Evropske komisije, Nove spodbude za evropsko mladino, Evropski mladinski pakt, Lizbonske strategije, Strategija Urada RS za mladino, odloki lokalnih skupnosti.
NOSILCI / SUBJEKTI MLADINSKEGA DELA, MLADINSKE STRUKTURE NA VEČ RAVNEH: Mladinski svet Slovenije in mladinski sveti lokalnih skupnosti, nacionalne mladinske organizacije, mladinski centri, servisne organizacije za mlade, koordinatorji na nacionalnem nivoju, druge nevladne organizacije za mladino.